# Agua Blanca, Guatemala
Agua Blanca är en kommunhuvudort i Guatemala.   Den ligger i departementet Departamento de Jutiapa, i den sydöstra delen av landet, 90 km öster om huvudstaden Guatemala City. Agua Blanca ligger 892 meter över havet och antalet invånare är 2 776.
Terrängen runt Agua Blanca är kuperad åt sydost, men åt nordväst är den platt. Runt Agua Blanca är det ganska tätbefolkat, med 54 invånare per kvadratkilometer. Närmaste större samhälle är Santa Catarina Mita, 12,1 km sydväst om Agua Blanca. Omgivningarna runt Agua Blanca är en mosaik av jordbruksmark och naturlig växtlighet.